# Bunkpurugu-Yunyoo
Bunkpurugu-Yunyoo är ett distrikt i Ghana.   Det ligger i regionen Norra regionen, i den norra delen av landet, 500 km norr om huvudstaden Accra. Antalet invånare är 165 741. Arean är 3 766 kvadratkilometer.
Terrängen i Bunkpurugu-Yunyoo är kuperad åt nordväst, men åt sydost är den platt.